# يوسكيوس (رئيس أساقفة صور)
يوسكيوس أيضًا جوسي أو يوسياس (توفي عام 1202) كان رئيس أساقفة صور في مملكة القدس الصليبية في أواخر القرن الثاني عشر.

## خلفية
كان كاهنًا وشماسًا فرعيًا لكنيسة عكا، وأصبح أسقفًا على عكا في 23 تشرين الثاني (نوفمبر) 1172. كان عضوًا في وفد الكنيسة اللاتينية للولايات الصليبية في مجمع لاتران الثالث عام 1179. أثناء وجوده في أوروبا، زار فرنسا أيضًا نيابة عن الملك بالدوين الرابع، للتفاوض على الزواج بين هيو الثالث، دوق بورغوندي، وأخت بالدوين سيبيلا، لكن الزواج لم يتم أبدًا؛ وبدلاً من ذلك تزوجت سيبيلا من غي لوزينيان في العام التالي.
خلف يوسكيوس ويليام الصوري في منصب رئيس أساقفة صور في وقت ما قبل 21 أكتوبر 1186، عندما تم اعتماده لأول مرة في هذا المنصب. في هذه الأثناء، أصبحت سيبيلا وغي ملكة وملك القدس، ضد طموحات ريموند الثالث ملك طرابلس، الذي كان يأمل في أن يتولى أنصاره العرش. في طرابلس، تحالف ريموند مع السلطان المسلم صلاح الدين الأيوبي ضد غي. في أبريل 1187، أرسل جاي، على أمل التوصل إلى هدنة، سفارة إلى ريموند بقيادة باليان من إبلين، وجيرارد دي ريدفورت، وروجر دي مولان، وريجنالد من صيدا، وجوسيوس. تعرضت السفارة للهجوم من قبل جزء من جيش صلاح الدين، الذي دخل المملكة في إقطاعية ريمون الثالث في طبريا، وهُزم في معركة كريسون في الأول من مايو. توقف باليان وريجينالد عند قلاعهما في الطريق، لكن يوسكيوس كان حاضرًا في المعركة.
واصل يوسكيوس وباليان طريقهما إلى طبريا حيث التقيا بريموند، الذي سرعان ما تصالح مع جاي في مواجهة هذه الهزيمة. وأدى غزو صلاح الدين الأيوبي للمملكة إلى وقوع معركة حطين في 4 يوليو، والتي دمر فيها جيش المملكة بأكمله؛ فر الناجون إلى صور، حيث سرعان ما سيطر كونراد مونتفيرات على دفاعات المدينة، بعد وصوله في وقت لاحق من ذلك الشهر.

## بعد فتح القدس
بعد سقوط القدس في يد صلاح الدين الأيوبي في سبتمبر، أرسل كونراد يوسكيوس الصوري إلى الغرب في سفينة ذات أشرعة سوداء، حاملة نداءات للمساعدة، بما في ذلك رسومات دعائية لخيول جيش صلاح الدين المستقرة وهي تتتبول في كنيسة القيامة. وصل يوسكيوس أولاً إلى صقلية، حيث وعد الملك ويليام الثاني بإرسال أسطول صقلي إلى الشرق؛ لقد مات هو نفسه قبل أن يتمكن من الذهاب في حملة صليبية لكن أسطوله ساعد في إنقاذ طرابلس من هجمات صلاح الدين. واصل يوسكيوس طريقه إلى روما، حيث من المفترض أن أخبار حطين تسببت في وفاة البابا أوربان الثالث بالصدمة. أصدر خليفته غريغوري الثامن الثور أوديتا تريميندي، داعيا إلى حملة صليبية جديدة وموجهة إلى الملوك الأوروبيين الرئيسيين. ثم ذهب يوسكيوس إلى فرنسا، حيث وصلت أخبار حطين بالفعل وكان ريتشارد، كونت بواتو، قد تعهد بالفعل بالذهاب في حملة صليبية. في يناير 1188، التقى يوسكيوس مع هنري الثاني ملك إنجلترا، وفيليب الثاني ملك فرنسا، وفيليب، كونت فلاندرز، في جيزورس. توسط في السلام بين هنري وفيليب الثاني وأقنعهما بأخذ الصليب أيضًا. في إنجلترا، أصدر هنري عشور صلاح الدين لدفع تكاليف الحملة الصليبية. ربما كان هذا متأثرًا بضريبة 1183 في القدس، والتي ربما ذكرها له يوسكيوس في جيزورس. يزعم بعض المؤرخين الإنجليز اللاحقين، بما في ذلك ماثيو باريس، أن رئيس الأساقفة الموجود في جيزورس كان ويليام، لكن هذا خطأ.

## بعد الحملة الصليبية الثالثة
بعد الحملة الصليبية الثالثة، أصبح يوسكيوس مستشارًا للقدس لهنري الثاني ملك شامبانيا، الذي تزوج الملكة إيزابيلا الأولى ملكة القدس بعد مقتل كونراد، لكنه لم يحصل على لقب الملك. كان هنري متورطًا في نزاع مع شرائع كنيسة القيامة حول انتخاب بطريرك لاتيني جديد، وتم اعتقالهم حتى تدخل يوسكيوس. كان يوسكيوس حاضرًا أيضًا في تأسيس الفرسان التوتونيين عام 1198، وربما توفي عام 1202.